# Балдо
Балдо је амерички дневни стрип чији су аутори Хектор Канту (текст) и Карлос Кастеланос (цртеж). Стрип је почео да излази 13. априла 2000. и сматра се првим стрипом са латино јунацима који је био општеприхваћен код публике.

## Ликови

### Главни
- Балдомеро „Балдо“ Бермудез - насловни јунак, 15 - годишњи тинејџер. Као и многим тинејџерима, опсесија му је да изгледа кул пред девојкама и да има добра кола, тако да често моли свог оца да му их набави, али овај наравно увек одговори негативно. Покушава сам да састави један лоурајдер аутомобил, али је у раној фази, што ће рећи да је успео да узме волан, седиште и евентуално неки точак. Ради у ауто-механичарској фирми Ауто и Род, а у слободно време игра фудбал.
- Грасијела „Грејси“ Бермудез је Балдова млађа сестра. Веома је интелигентна, промућурна, воли да иде у школу, игра фудбал за петлиће у женској конкуренцији. Њен идол је сликарка Фрида Кало и понекад се обуче као она, па чак са собом носи и плишаног мајмуна како би још више личила на њу. С обзиром да је интелигентнија од свог старијег брата, не дозвољава му да је зачикава на било који начин. Омиљени слаткиш су јој атомске киселе куглице.
- Серхио „Тата“ Бермудез - Балдов и Грејсин отац. Остао је удовац јер супруга Роза му је погинула у аутомобилској несрећи. Веома је посвећен родитељском послу и много тога брани својој деци што сматра да је неприкладно. Углавном не схвата модне треднове којих није било док је он био млад, па зато не дозвољава Балду да носи врећасте панталоне, или Грејси да стави тетоважу. Често носи guayabera мајицу која и сада осваја супротан пол као и пре 30 година када ју је набавио.
- Тиа Кармен Делгадо - Серхиова рођака. Када је Роза погинула, Серхио ју је позвао да му помогне да одгаја децу уместо мајке. Тиа је старомодна средовечна дама, која се разуме у разне магијске и религијске ритуале и поседује целу збирку фигура пред којима обавља молитве. Иако Балду и Грејси све то изгледа смешно, често јој траже савет чак и уз помоћ тих ритуала. 1. априла 2007. је објављен стрип у коме ју је одељење за заштиту домовине ухапсило као илегалног емигранта. Тај стрип је изазвао много буре и негативних коментара међу фановима, па је Тиа брзо враћена. Велики је љубитељ хиспаноамерчиких сапуница и теленовела.
- Круз - Балдов најбољи друг. Дебељушкаст је и често носи качкет. Дели сличне фантазије као и Балдо па њих двојица често покушавају да испадну кул пред девојкама, али с мало или нимало успеха.
- Бритни Дениз „Смајли“ Роџерс - Балдова бивша девојка. 2001. се доселила у Балдов крај јер је била заинтересована за Латино културу. Дала је Балду први пољубац када је рекао да никад до тада није пољубио девојку а да му није била у сродству. Од 2003. до 2006. била је с њим у вези. После раскида се учланила у популарну девојачку клику.

### Споредни
- Ел Кукуј - породична баба рога. Живи испод Грејсиног кревета. Серхио га је испрва користио да плаши своју децу (честа реченица му је била „Балдо! Грејси! Средите собе или ће вас дочепати Ел Кукуј!"), али она га се уопште нису плашила, па сада ради сасвим друге ствари - игра карте са породицом или пере судове уместо Балда и Грејси.
- Џој - Балдов колега са посла. Ретко се појављује у стрипу. Он је Англо тинејџер и прилично је неупућен у Латино културу.
- Нора - најбоља Грејсина другарица. Интелигентна је као и Грејси. Њих две се често друже, играју, помажу једна другој у школи око задатака.
- Силвија Санчез по Балду „најбоља цура у школи“. Првих година стрипа Балдо је био опседнут тиме да јој се допадне, и сваку њену лепу реч је схватао као флерт, мада је Силвија била таква према свима. 2003. је нестала из стрипа.
- Ралфи - пријатељ Балда и Круза који потиче из имућне породице и може да прушти оно што Балдо не може - ауто са најсавременијим звучним системом. Када се Балдо провозао са њим, вожња је завршена превртањем кола, а Балдо у болници.
- Смајлин брат - краткотрајни Грејсин момак. И он је интелигентан као Грејси, али пошто није показивао интересовање за њу, Грејси је брзо „раскинула“ с њим.
- Роза Бермудез - Балдова и Грејсина мајка. У стрипу је приказана једино на породичним фотографијама, а за њу се зна да је погинула у аутомобилској несрећи када је Балду било десет година. Балдо и Грејси су били с њом у колима: Грејси се угрувала али прошла је без тежих повреда, а Балду је фудбалска лопта спасла живот јер је ударио главом у њу.
- Роберто - Покојни муж тетке Кармен. Понекад сврати у облику привиђења (све је то, наравно, у Кармениној машти) да с њом одигра партију карата или гледа ТВ.

## Књиге
До сада су се појавиле две колекције стрипова о Балду у форми књиге:
- ("Што се ниже возиш, то си више кул"), (2001)
- ("Ноћ двојезичних телемаркетера") ((2002)